# Тыльский хребет
Тыльский хребет — горный хребет в Хабаровском крае России, примыкающий на юге к Тайканскому хребту.
Тыльский хребет протягивается в северо-западном направлении между реками Тором и Тыль. Протяжённость хребта составляет около 100 км, максимальная высота достигает 2054 м. Снижается к Охотскому морю от 2000 м до 200—400 м. Сложен преимущественно гранитами и базальтами. На склонах пихтово-еловая и лиственничная тайга, выше — гольцы и кедровый стланик.